# 東京大学未来ビジョン研究センター
東京大学未来ビジョン研究センター（とうきょうだいがくみらいビジョンけんきゅうセンター、英語: Institute for Future Initiatives; IFI）は、東京大学の学際融合研究施設、シンクタンク。2019年4月1日、東京大学政策ビジョン研究センター（英語: Policy Alternative Research Institute; PARI）と東京大学 国際高等研究所サステイナビリティ学連携研究機構（英語: Integrated Research System for Sustainability Science; IR3S）が統合して発足した 。

## 沿革
- 2008年7月8日 - 「東京大学 アクションプラン2005-2008」[5] に基づき、東京大学での先端の研究成果を活用し、新たな政策の可能性を模索し提言を行うために、前身となる東京大学政策ビジョン研究センター (PARI) を設立[6]。
- 2013年4月1日 - 全学センターとしてリニューアル。
- 2019年4月1日 - 東京大学政策ビジョン研究センター (PARI) と東京大学 国際高等研究所サステイナビリティ学連携研究機構 (IR3S) が統合[7]、新たに東京大学未来ビジョン研究センター (IFI) が発足。
- 2023年4月1日 - 研究部門をそれまでの7つから4つに再編[8]。

## 歴代センター長
歴代センター長は以下の通り。
| 代    | 氏名     | 在任時期                        | 出身分野                        | 備考                                                           |
| ----- | -------- | ------------------------------- | ------------------------------- | -------------------------------------------------------------- |
| 初代  | 藤原帰一 | 2019年04月01日 - 2021年03月31日 | 法学政治学研究科                | 現 未来ビジョン研究センター客員教授                            |
| 第2代 | 城山英明 | 2021年04月01日 - 2023年03月31日 | 法学政治学研究科                | 前身組織を通して再任となる。 現 公共政策大学院教授との兼務教員 |
| 第3代 | 福士謙介 | 2023年04月01日 - 現職           | IR3Sの気候変動、 環境リスク研究 | 前身組織IR3Sからの初のセンター長                               |

東京大学政策ビジョン研究センター（前身組織）
| 代 | 氏名     | 在任時期              |
| -- | -------- | --------------------- |
| 1  | 森田朗   | 2008年7月 - 2010年7月 |
| 2  | 城山英明 | 2010年8月 - 2014年3月 |
| 3  | 坂田一郎 | 2014年4月 - 2017年3月 |
| 4  | 藤原帰一 | 2017年4月 - 2019年3月 |

東京大学サステイナビリティ学連携研究機構（前身組織）
機構発足時に東京大学総長が強いリーダーシップを発揮すべく機構長に就き、二代にわたった後、専任の副機構長が昇格して2019年の改組まで務めた。
- 小宮山宏  2005年8月1日 - 2009年3月31日
- 濱田純一  2009年4月1日 - 2012年3月31日
- 武内和彦  2012年4月1日 - 2019年3月31日

## 組織

### 研究部門
4つの各研究部門の中に複数の研究ユニットがあり、実際の研究活動はユニット単位で行われている。
- 地球規模ガバナンス研究部門 [注釈 1]
  - SDGs協創研究ユニット
  - グローバル・コモンズ・センター
  - 安全保障研究ユニット (SSU)
  - 国際エネルギー分析と政策研究ユニット
  - 持続可能性のためのガバナンス
  - 気候変動とエネルギー転換
  - 持続可能な社会生態システム研究ユニット
  - 持続可能な未来のための日本モデル相互比較プラットフォーム(JMIP)
  - フューチャー・アース
  - 千年持続学
  - 国際サステイナビリティ学会（ISSS）
  - グローバル経済リスクの分析と政策研究ユニット
  - AGS（Alliance for Global Sustainability)
  - エネルギー持続性フォーラム

- コミュニティ協創研究部門 [注釈 2]
  - つながりがデザインする未来の社会システム研究ユニット[注釈 3]
  - 地域システム設計
  - 東南アジアにおける気候変動適応
  - ビヨンド・”ゼロカーボン”を目指す”Co-JUNKAN”プラットフォーム研究ユニット
  - 人生100年を設計する超高齢社会まちづくり研究ユニット

- イノベーション・ガバナンス研究部門 [注釈 4]
  - 新規技術・システムの評価
  - 知的財産権とイノベーション研究ユニット
  - 次世代スカイシステム研究ユニット
  - ナノテクノロジーイノベーション研究ユニット
  - データヘルス研究ユニット
  - ライフスタイルデザイン研究ユニット**
  - データガバナンス研究ユニット
  - グリーントランスフォーメーションとイノベーション研究ユニット
  - 技術ガバナンス研究ユニット
  - 産学及び社会連携システム研究ユニット
  - より良い未来社会を推進する大学間パートナーシップ
  - 理想の空気を持続するサーキュラーエコノミービジネスモデル連携研究ユニット

- 共同研究・寄付研究部門 [注釈 5]
  - 日越大学プロジェクト

## メンバー
（2023年4月25日公式サイト閲覧時点）
- センター長：福士謙介
- 副センター長：渡部俊也、坂田一郎、宍戸常寿
- 専任教員：江守正多、飯島勝矢、石井菜穂子、梶川裕矢、川崎昭如、仲浩史、柴山創太郎、高村ゆかり（以上、教授）、江間有沙、アレクサンドロス・ガスパラトス、菊池康紀、向山直佑、杉山昌広（以上、准教授）、ナジア・フサイン、山野泰子（以上、講師）
- 特任教授：古月文志、福田慎一、古井祐司、木村廣道、近藤尚己、佐藤健二、住明正、鈴木真二、武内和彦、芳川恒志
- 特任准教授：井出博生、伊藤伸、小原聡、佐々木一
- 特任講師：藤井祥万、華井和代、堀之内裕理、石田哲也、紀佳淵、尾下優子、孫輔卿、田代藍
- 特任助教：Dompreh Eric Brako、コスタンティーニ・ヒロコ、小松原航、クリスティアン・メヒーア、レティシア・ドス・ムシャンゴス、中島弘貴、清水亮、杉本南、Dou Yi

この他にも兼務教員、客員教員、研究員（特任・受託・共同・客員）、事務職員（学術専門職員等）が多数いる。

## 不祥事
- 2013年7月25日、前身組織の東京大学政策ビジョン研究センター当時の秋山昌範教授が東京大学などへの詐欺容疑で逮捕された[9]。